# Аккерманн-Олсен, Соня
Соня Аккерманн-Олсен (норв. Sonja Ackermann-Olsen; род. 13 марта 1934 года, Вадсё, ум. 30 октября 2018 года, Осло, Норвегия) — норвежская конькобежка, 2-кратная чемпионка Норвегии в многоборье (1958-1959), 3-кратная призёр чемпионата Норвегии.

## Биография
Соня Аккерманн родилась в коммуне Вадсё на южном берегу полуострова Варангер в Норвегии, но раннее детство провела в коммуне Тана. В возрасте 11 лет переехала вместе с мамой в Осло, где и начала заниматься конькобежным спортом. Там же после завершения образования сменила несколько мест работы и в конечном итоге оказалась в высшем командовании обороны Сьёфорсварсштаба.
Уже в 1951 году она участвовала в местных соревнованиях и попадала на подиум, а через год впервые выступила на чемпионате Норвегии. В 1953 году заняла 3-е место на чемпионате страны в абсолютном зачёте и отправилась на чемпионат мира в Лиллехаммере, где заняла 11-е место в многоборье. В 1954 и 1955 годах она была дважды 2-й на чемпионате Норвегии и дважды 9-й на чемпионате мира в Эстерсунде и чемпионате мира в Куопио.
После двух лет без соревновании Соня становилась чемпионкой Норвегии в 1958 и 1959 годах в абсолютном зачёте. В 1958 году ещё раз участвовала на чемпионат мира в Кристинехамне и вновь стала 9-й в многоборье. В 1959 году завершила карьеру спортсменки. После спортивной карьеры Соня Аккерманн искала общение в религиозных общинах и принадлежала к адвентистам. Умерла 30 октября 2018 года после непродолжительной болезни в возрасте 84-х лет в Осло.